# ポール・ウォレン・リーガー
ポール・ウォレン・リーガー（英語: Paul Warren Rieger）は、ニュージーランドの政治家、治安判事。27年間パーマストンノースの公職にあった。

## 経歴
1971年からパーマストンノース市議会議員、パーマストンノース副市長を2年務めた後、1985年にパーマストンノース市長に就任し、1998年まで務めた。またホライズンズ地方評議会副議長を務めた。
1992年の新年叙勲において、公職を称えられて女王功績勲章コンパニオンを受勲した。